# Stefan Simon (Konservierungswissenschaftler)
Stefan Simon (* 1962 in Schweinfurt) ist ein deutsch-amerikanischer Chemiker und Konservierungswissenschaftler.

## Leben
Nach dem Studium an der Ludwig-Maximilians-Universität München wurde Stefan Simon 2001 promoviert. Von 2001 bis 2005 leitete er die Abteilung für Baustoffe am Getty Conservation Institute (GCI) des J. Paul Getty Trust in Los Angeles und wurde 2005 als Nachfolger Josef Riederers Direktor des Rathgen-Forschungslabors der Staatlichen Museen zu Berlin. Während einer fünfjährigen Beurlaubung ab 2014 baute er das Institute for the Preservation of Cultural Heritage (IPCH) an der Universität Yale auf.
Seit dem 1. April 2019 ist er wieder als Direktor des Rathgen-Forschungslabors tätig. In der Forschungsallianz Kulturerbe ist Simon Sprecher der Stiftung Preußischer Kulturbesitz.

## Schaffen
Als Autor und Mitautor von über 150 Artikeln über die Erhaltung des kulturellen Erbes ist Stefan Simon ein international anerkannter Experte seines Faches. Zu seinen vielfältigen Aktivitäten gehören unter anderem die Leitung der globalen Kulturerbe-Initiativen der Universität Yale, die Vizepräsidentschaft von ICCROM und der Vorsitz des Scientific Committee for Stone (ISCS) beim International Council on Monuments and Sites (ICOMOS). Er ist korrespondierendes Mitglied des Deutschen Archäologischen Instituts und wurde mit Honorarprofessuren an der  Jiaotong-Universität Xi’an und der Technischen Universität Berlin gewürdigt.
Von 2009 bis 2011 war er am Forschungsprojekt Nofretete ÄMP 21300 – Untersuchungen des Rathgen-Forschungslabors zum restauratorischen Zustand und zur Transportfähigkeit beteiligt, bei dem die Büste der Nofretete umfassend untersucht wurde.
2016 organisierte Simon das U.N. Global Colloquium of University Presidents zur Bewahrung des kulturellen Erbes an der Universität Yale und nahm 2018 am ersten Internationalen Gipfeltreffen der Forschungsmuseen teil.
In der deutschen und internationalen Öffentlichkeit äußerte er sich zur Kontamination von Museumssammlungen oder Fragen der Restitution von Raubkunst ebenso wie zum Reformbedarf bei der Stiftung Preußischer Kulturbesitz und zu den Ölanschlägen auf Kunstwerke der Museumsinsel Berlin.
Besondere Aufmerksamkeit in den Medien erhielt Stefan Simon bei der Diskussion zur Nachhaltigkeit von Museen und das nachhaltige Bauen, vor allem im Zusammenhang mit dem Neubau des Museum des 20. Jahrhunderts Berlin.

## Werke
- Zur Verwitterung und Konservierung kristallinen Marmors: Untersuchungen zu physiko-mechanischen Gesteinskennwerten, zur Oberflächenchemie von Calcit und zur Anpassung und Überprüfung von Gesteinsschutzmitteln.  	München, Univ., Diss., 2001
- Stefan Simon: Conservation Science – Naturwissenschaften im Dienst des Kulturellen Erbes. Eine Zustandsbeschreibung. In: Freistätte für Kunst und Wissenschaft. Die Staatlichen Museen zu Berlin als Forschungseinrichtung. Berlin 2007, S. 56–63.
- Stefan Simon. ResearchGate.net, zugegriffen am 16. Mai 2021.